# Cases Cerdà
Les Cases Cerdà són un conjunt arquitectònic situat als xamfrans dels carrers del Consell de Cent i de Roger de Llúria de Barcelona, catalogat com bé cultural d'interès nacional.

## Història i descripció
Van ser promogudes el 1863 pel comerciant barceloní Josep Cerdà i Soler, propietari dels terrenys, que els cedí gratuïtament per a l'obertura dels carrers, d'aquí el nom popular de plaça Cerdà aplicat a la cruïlla. El projecte fou encarregat al mestre d'obres Antoni Valls i Galí i respon a les prescripcions originals del Pla Cerdà, a diferència de la majoria dels edificis actuals, que han estat construïts d'acord amb modificacions posteriors d'aquest pla. Així, per a facilitar la ventilació, la profunditat edificable (distància del carrer a la façana posterior) és de només uns 10 m i les distribucions interiors són endreçades amb poques escales comunitàries i pisos amplis ben il·luminats.
De les quatre cases, corresponents a cadascun dels xamfrans de la cruïlla, només se'n conserven tres, totes més o menys modificades, ja que la del número 342 del carrer del Consell de Cent fou enderrocada a la dècada del 1960 i substituïda per un edifici de nova construcció. De planta baixa, quatre pisos i terrat, dos d'ells, els números 340 i 371, són idèntics i només es diferencien del tercer per les baranes de ceràmica i la presència d'esgrafiats (absents al número 369), atribuïts a l'artista italià Bellamini, on apareixen un reguitzell de figures humanes idealitzades sobre pedestals i altres formes ornamentals classicistes que aporten riquesa de formes i colors a unes façanes on domina l'austeritat compositiva i decorativa.
Aquests dos edificis mostren una composició de façanes tan regular i ritmada que l'única referència a la centralitat ve donada per un sol balcó al mig del xamfrà. Els eixos verticals de balconeres ampitades (a l'última planta hi ha una finestra quadrada) són contrarestats per petites cornises que separen les plantes. L'edifici del número 371 presenta un àtic que es va realitzar amb la transformació en hotel. El del número 369 es diferencia dels altres dos per la utilització de baranes metàl·liques i la incorporació de galeries vidriades en les dues cantonades del xamfrà. En aquest cas, es manté la solució de balconera fins a l'últim pis.
La planta baixa de tots tres edificis presenten obertures per a locals amb arcs escarsers sense decoracions. El perímetre del coronament se soluciona amb un ampit d'obra massís recolzat sobre una cornisa de perfil continu de caràcter clàssic.

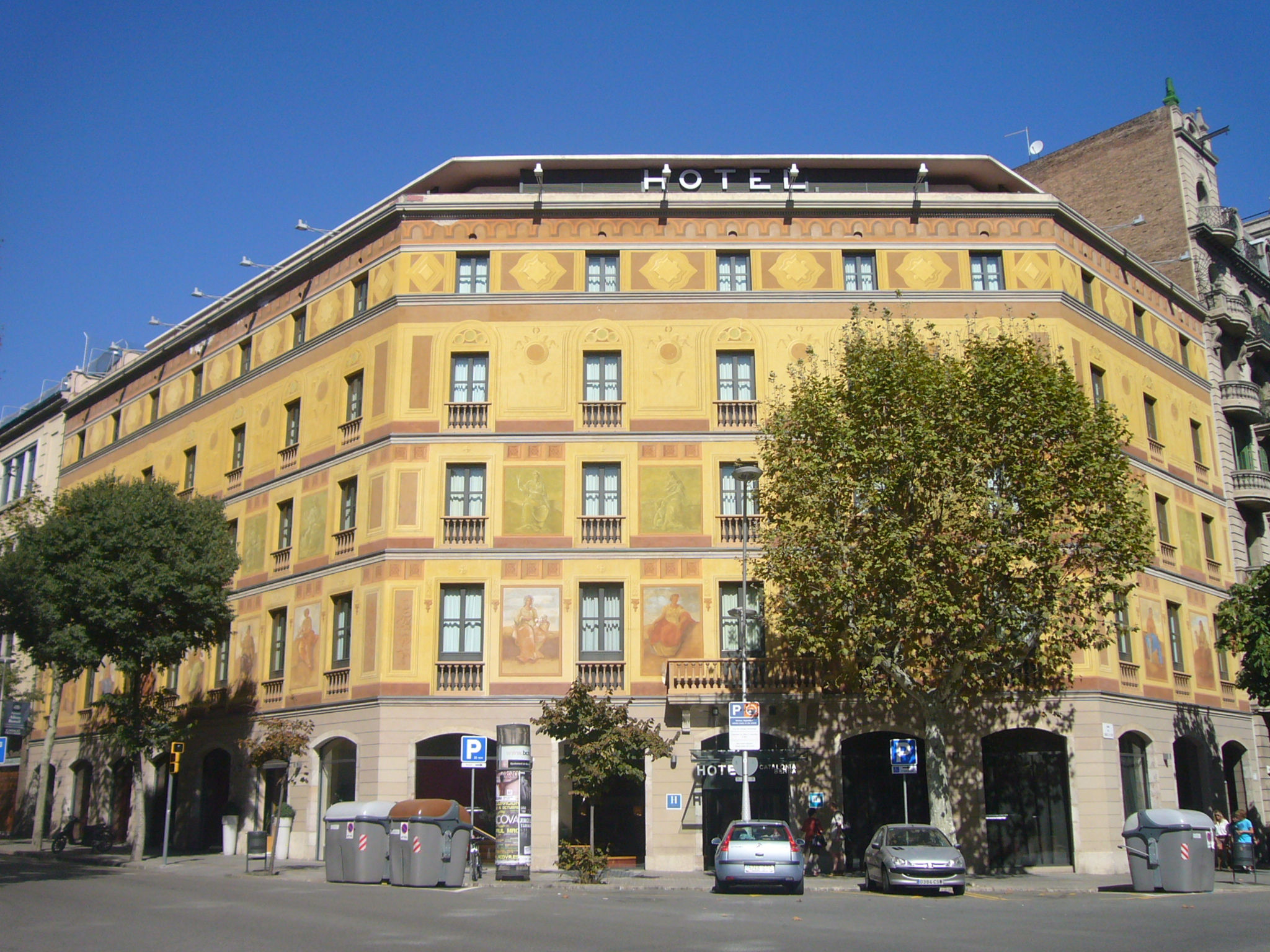
L'edifici del carrer del Consell de Cent, 371, actualment un hotel; només se'n conserva la façana, restaurada